# Maurice Bailloud
Maurice Camille Bailloud (1847-1921) est un général de division français, grand-croix de la Légion d'honneur et médaillé militaire, dont le nom est associé à la Première Guerre mondiale.

## Biographie
Né à Tours le 13 octobre 1847, il est le fils d'Ennemond Henri Bailloud, capitaine de frégate, et de Virginie Marie Marchant ; il est le neveu de Camille Bailloud (1800-1888), inspecteur général des ponts et chaussées. Il épouse Marie Gabrielle Chambert le 22 février 1879. Il est le père d'Ennemond Bailloud, aviateur mort pour la France en 1914, ainsi que le beau-père de Charles Castillon du Perron et de l'avocat Félix Desmousseaux de Givré, également mort pour la France en 1915.
Il entre à l'école spéciale militaire de Saint-Cyr en octobre 1866 pour faire ses premières armes au 3e régiment de chasseurs d'Afrique en 1868 ; c'est avec ce régiment qu'il participe à la bataille de Sedan, lors de laquelle il est blessé à Floing. Il entre début 1869 à l'école d'application d'État-major avec laquelle[pas clair] il sert au régiment d'où il vient puis dans l'infanterie et dans l'artillerie. Il sert ensuite auprès des généraux Ducros, de Gallifet, alors ministre de la Guerre et à l'état-major du 8e Corps en 1878. Il sert ensuite dans deux régiments d'artillerie avant de le faire dans cette arme à l'état-major du 4e Corps.
Lieutenant-colonel au 22e régiment d'artillerie en mars 1891. En 1895, il prend part à la deuxième expédition française à Madagascar, en tant que directeur des étapes.

### Première Guerre mondiale

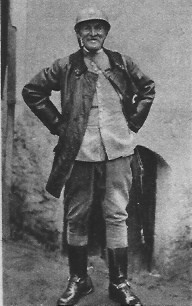
Avec le casque lourd dans la boucle de la Cerna, fin 1915.
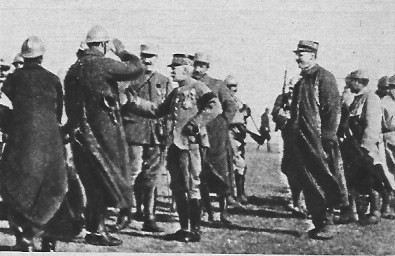
Avec la 156e D.I. in Le Miroir no 118.
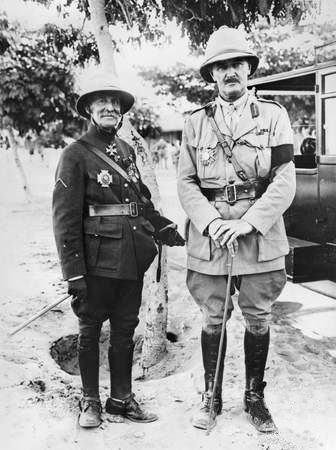
En Judée avec Allenby.
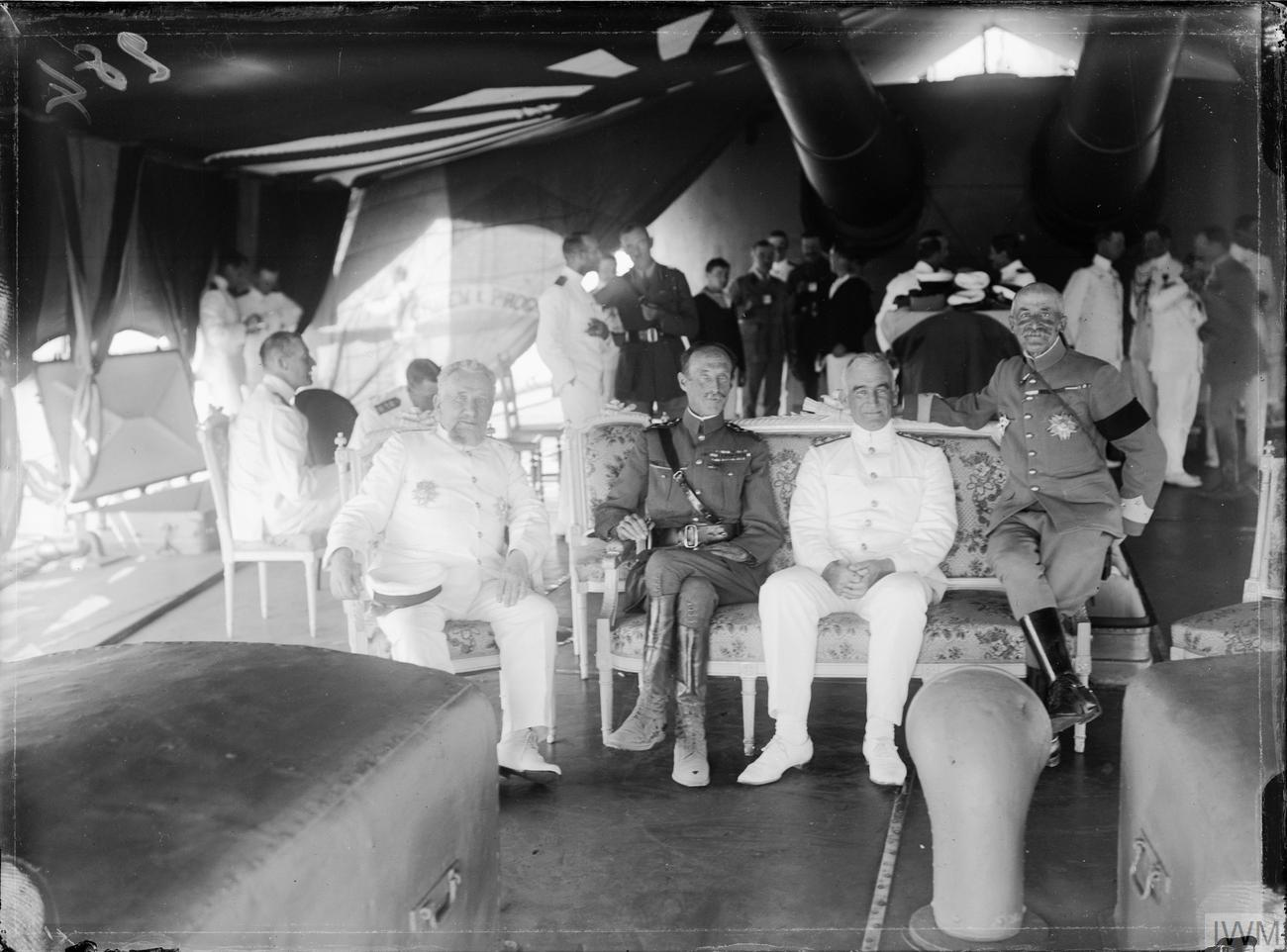
Sur l'accoudoir du Queen Elizabeth avec Lapeyrère, Ian Hamilton et John de Robeck.
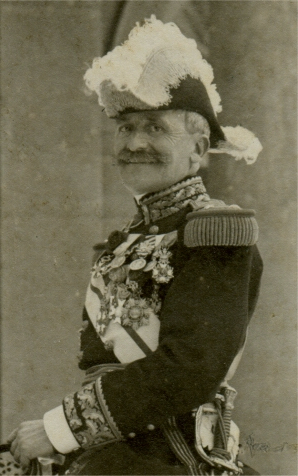

Il était dans la section de réserve depuis 1912 quand éclatait la Grande Guerre. Il fut rappelé et commandait la 156e division d'infanterie (France) qui fut envoyé vers l'expédition des Dardanelles puis à Salonique en  1915 commandant de Armée française d'Orient.
Lors de sa campagne au Moyen-Orient, ses subordonnés l'avaient familièrement surnommé : Cacaouët. Lors de la déclaration de guerre en 1914 il était à la retraite (hors cadre) et demanda à servir, quelle que soit son affectation : après avoir commandé un corps d'armée et une région militaire, il se retrouva à la tête du 156e D.I. « Enfin, un petit vieillard maigre et sautillant grimpait l'échelle de bord, avec l'agilité d'un jeune homme, et venait présenter ses hommages au chef de l'Armée d'Orient qui l'attendait à la coupée, c'était le général Bailloud, commandant la 156e D.I., arrivé deux jours avant nous des Dardanelles. » Voici une description du 12 octobre 1915 d'un jeune officier arrivant avec le général Sarrail à bord de La Provence en la rade de Salonique.
Le 8 septembre 1914, son fils Ennemond, maréchal des logis aviateur, pilote à l'escadrille de Saint-Cyr, quitta l’aérodrome de Saint-Cyr-l’École à 15 h 45, et, surpris par un violent orage, tomba avec son appareil dans le bois de Vincennes, où il fut découvert mort.
En mai 1920, le général Bailloud est nommé membre du comité directeur de la Ligue des patriotes présidée par Maurice Barrès.

### Grades
- 5 octobre 1866 : élève à Saint-Cyr
- 5 octobre 1868 : sous-lieutenant
- 5 octobre 1870 : lieutenant
- 31 décembre 1872 : capitaine
- 14 décembre 1884 : chef d'escadrons
- 23 mars 1891 : lieutenant-colonel
- 23 mars 1895 : colonel
- 4 octobre 1898 : général de brigade
- 30 décembre 1901 : général de division

### Campagnes
- Contre l'Allemagne en 1870-71.
- En Algérie en 1871-73 puis de nouveau fin 1876.

### Décorations
- Médaille militaire (11 janvier 1916)
- Légion d'honneur : Chevalier (22 mars 1872), Officier (27 décembre 1893), Commandeur (30 décembre 1895), Grand Officier (12 juillet 1905), Grand Croix (18 janvier 1911)[6]
- Croix de guerre 1914-1918
- Médaille interalliée 1914-1918
- Médaille commémorative de la guerre 1870-1871
- Médaille commémorative de Madagascar
- Médaille commémorative de l'expédition de Chine 1900-1901
- Médaille commémorative de la Grande Guerre
- Médaille commémorative du Maroc avec agrafes Oudjda, Haut Guir et Maroc
- Médaille coloniale avec agrafe Algérie
- Chevalier de l'Ordre de Léopold ( Belgique)
- Chevalier de l'ordre de la couronne de fer
- Grand Officier de l'Ordre des Saints-Maurice-et-Lazare ( Italie)
- Commandeur du Nicham Iftikhar ( Tunisie)
- Commandeur de l'Ordre royal de Victoria ( Royaume-Uni)

### Postes
- 31 mai 1896 : chef de corps du 11e régiment d'artillerie
- 4 octobre 1898 : secrétaire général de la Présidence et chef de la Maison militaire du président de la République
- 22 juillet 1900 : commandant de la 2e Brigade du Corps expéditionnaire de Chine
- 30 décembre 1901 : en disponibilité
- 9 février 1902 : commandant de la 20e division d'infanterie et des subdivisions de région de Cherbourg, de Saint-Lô, de Granville et de Saint-Malo
- 7 octobre 1902 : commandant de la division d'Alger
- 13 janvier 1906 : commandant du 20e Corps d'Armée
- 24 mars 1907 : commandant du 16e Corps d'Armée
- 21 novembre 1907 : commandant du 19e Corps d'Armée
- 13 octobre 1912 : placé dans la section de réserve
- 2 août 1914 : commandant de la 17e Région (Toulouse)
- 2 octobre 1914 : commandant de la 10e Région (Rennes)
- 16 mars 1915-26 août 1916 : commandant de la 156e Division d'Infanterie
- 1er juillet 1915 - 4 octobre 1915 : commandant du Corps expéditionnaire d'Orient pour l'Expédition de Salonique
- 26 août 1916 : en disponibilité
- 17 avril 1917 : inspecteur général des Troupes françaises en Égypte, en Palestine et à Chypre
- 20 octobre 1917 : replacé dans la section de réserve

### Iconographie
- Médaillon de son portrait par le statuaire Émile Joseph Nestor Carlier, (1849-1927) réalisé en 1912 pour une plaque apposé sur l'obélisque de 50 mètres composant le Monument aux Morts de l'Armée d'Afrique à Alger et détruit à l'explosif pour la sécurité de la ville en 1943.